# Radiomonitor
Radiomonitor es una compañía de música británica que rastrea el airplay mundial de canciones, con la información proporcionada a los sellos discográficos y estaciones de radio. Han establecido asociaciones con varias compañías internacionales ubicadas en Irlanda, Australia y Sudáfrica, y compilan varias listas de airplay en el Reino Unido en contraste con la lista de sencillos del Reino Unido (UK Singles Chart), que está basada en las ventas físicas y es compilada por Official Charts Company.

## Antecedentes
Radiomonitor rastrea los datos de airplay de canciones reproducidas en diferentes plataformas multimedia en más de 120 países, a los que posteriormente acceden los sellos discográficos y las publicaciones de noticias a través de su aplicación oficial, correo electrónico o una fuente de datos. La compañía compila varias listas de airplay de radio semanales, como la lista británica UK Airplay Chart y la lista italiana Airplay Italia. Radiomonitor ha establecido varias listas en el Reino Unido durante más de una década, incluido el Radiomonitor Top 100, el Radiomonitor Marketshare anual y el Top 100 de fin de año de Radiomonitor. Los datos incluidos en las listas de Radiomonitor contienen varias disparidades con las de Official Charts Company, ya que la primera rastrea las canciones con la mayor cantidad de airplay.
El 30 de agosto de 2016, Radiomonitor estableció una asociación con la empresa canadiense de software Yangaroo para proporcionar dos listas de airplay separadas para Irlanda: Breaking Irish Chart y Current Irish Music Chart. El primero se creó para encontrar artistas emergentes, mientras que el segundo proporcionó una plataforma para talentos irlandeses experimentados. Patrocinó los Music Week Awards el 9 de mayo de 2019, que se celebraron en Battersea Evolution por la revista musical británica Music Week. La compañía se expandió a Australia en 2017 después de abrir 16 oficinas en todo el mundo, donde se asociaron con la revista musical australiana The Music Network el 6 de octubre de 2019 para brindar asistencia para sus listas, lo que agilizaría y mejoraría con precisión sus datos. De manera similar, Radiomonitor anunció la South Africa Radiomonitor Airplay Chart el 9 de octubre de 2019 después de expandirse al país en 2015, donde publicó datos de 170 estaciones de radio y 24 estaciones de televisión.